# Álex Baena
Alejandro "Álex" Baena Rodríguez, född 20 juli 2001 i Roquetas de Mar, är en spansk fotbollsspelare som spelar i Girona och representerar det spanska landslaget.

## Karriär
Baena representerade som junior huvudsakligen Villareal där han även spelade under sina första år som senior innan han blev utlånad till Girona. Han har representerat det spanska landskapet på olika nivåer som junior. Han gjorde sin debut i det spanska A-landslaget 2023, och medverkade i EM 2024.